# Jörg R. Mühlbacher
Jörg R. Mühlbacher (* 31. März 1946 in Linz, Oberösterreich) ist ein österreichischer Informatiker. Er war Professor für Systemprogrammierung an der Johannes Kepler Universität (JKU) Linz und leitete dort das Institut für Informationsverarbeitung und Mikroprozessortechnik (FIM), welches er im Jahr 1983 gründete. Seit Oktober 2012 ist Mühlbacher emeritiert.

## Leben
Mühlbacher studierte von 1964 bis 1969 Mathematik mit dem Nebenfach Physik an der Universität Wien. Während seiner Studienzeit arbeitete er bereits nebenbei als Programmierer (heute: Softwareentwickler) und ab 1968 als Operator und FORTAN-Programmierer im Rechenzentrum der Universität Linz. Nach seiner Promotion in Mathematik (Algorithmische Graphentheorie) an der Universität Wien im Februar 1969 absolvierte Jörg Mühlbacher einen Postgraduate-Aufenthalt in Harwell, England.
1973 habilitierte er sich für Angewandte Informatik an der JKU und wurde kurz danach zum Professor (C3) an der Universität Dortmund ernannt, wo er bis 1976 lehrte. Zwischenzeitlich war er Senior Research Fellow an der Universität Bristol (UK), wo er mithilfe seines Mentors F. Duncan die Entwicklung von Mikroprozessor-Softwares begann. Im selben Jahr wurde er zum ordentlichen Professor für Systemprogrammierung an die Universität Linz berufen. 1982 erhielt er einen Ruf an die Universität Zürich, er entschied sich aber an der JKU zu bleiben, wo er ein Jahr später das Forschungsinstitut für Mikroprozessortechnik gründete. Bis zu seiner Emeritierung 2012 war er Leiter dieses Instituts, welches sich heute Institute of Networks and Security als Teil des Fachbereichs Informatik nennt.
Während seiner Zeit an der JKU hat er den Masterstudiengang Computer networks and security gegründet, der mit dem akademischen Grad des Masters of Science (M.Sc.) abgeschlossen wird.
Er hat bereits mehrmals Gastprofessuren an den Universitäten Zürich, St. Gallen, Liverpool, Reading (UK) und Granada. Dort hielt er Lehrveranstaltungen mit den Schwerpunkten Datenstrukturen, Betriebssysteme und Computer-Netzwerke.
Von 2001 bis 2007 war er Mitglied des Österreichischen Fachhochschulrates (FHR) und darüber hinaus Mitglied des Rates für Forschung und Technologie für Oberösterreich (OOE-RFT) von 2003 bis 2013. Mühlbacher wirkte auch in mehreren wissenschaftlichen Beiräten, Editorial Boards und Programmkomitees internationaler Tagungen mit. Im Zuge dessen war er auch Mitbegründer der Tagungsreihe Graph Theoretic Concepts in Computer Science. Er engagierte sich auch im Thema E-Learning zu Zeiten, in der die Digitalisierung noch nicht weit fortgeschritten war.
Von 2009 bis 2013 war er Vorsitzender der Österreichischen Gesellschaft für Informatik (ÖGI). Zudem war er Senior Member der Association for Computer Machinery (ACM).

## Arbeits- und Forschungsschwerpunkte
Die Arbeits- und Forschungsschwerpunkte von Mühlbacher sind:
- Betriebssysteme
- Computer-Netzwerke
- Computer Sicherheit
- E-Learning
- Algorithmische Graphentheorie[2]

Neben Beiträgen in Fachzeitschriften und Tagungsbändern ist Mühlbacher Autor und Co-Autor von Büchern über die Graphentheorie, Datenstrukturen, Programmierung, Mikroprozessor-Softwareentwicklung, Betriebssystem, Mathematische Grundlagen für Informatiker sowie E-Learning.

## Publikationen (Auswahl)
- J. R. Mühlbacher, C. Praher: DS RBAC - Dynamic Sessions in Role Based Access Control. In: Journal of Universal Computer Science. 2009. http://dx.doi.org/10.3217/jucs-015-03-0538
- J. R. Mühlbacher: Full Hash Table Search Using Primitive Roots of the Prime Residue Group Z/p. In: Journal of Universal Computer Science. 2004. http://dx.doi.org/10.3217/jucs-010-09-1239
- R. Hörmanseder, J. Murauer, J. Mühlbacher: Managing Data Flow in a DAC Supporting Security System. In: Journal of Network and Computer Applications. 2002. http://dx.doi.org/10.1006/jnca.2002.0131
- J. Mühlbacher: Betriebssysteme - Grundlagen. Trauner Verlag, Linz 2011, ISBN 978-3-85499-843-3.
- J. Mühlbacher, G. Pilz, M. Widi: Mathematik explorativ - Ausgewählte Kapitel der Algebra, Zahlentheorie und Graphentheorie für Anwendungen in der Informatik. 2. Auflage. Trauner Verlag, Linz 2007, ISBN 978-3-85499-311-7.
- J. Mühlbacher, A. Putzinger: Entwicklungsgeschichtliche Analogien zwischen Programmiersprachen und Lernplattformen. In: Bernad Batinic, Alfons Koller, Hermann Sikora (Hrsg.): E-Learning, digitale Medien und lebenslanges Lernen. Universitätsverlag Rudolf Trauner, Linz 2007, ISBN 978-3-85499-300-1, S. 3–11.
- J. Mühlbacher, A. Putzinger: Die WeLearn Plattform. Trauner Verlag, Linz 2006, ISBN 3-85499-061-8